# Fyren i Genua
Fyren i Genua (italienska: faro di Genova eller La Lanterna) är en angöringsfyr till staden; den tjänar också som symbol för Genua. Fyren står på en udde som skyddar den västra delen av hamnen. Byggnaden består av två fyrkantiga torn med en terrass över vardera tornet. Laternas lyshöjd är 117 m ö.h., och den är därmed världens tredje högsta, efter Herkulestornet i A Coruña i Spanien och Kõpu fyr i Estland.

## Historia
Det är oklart när den första fyren byggdes, men det första dokumentet om fyren är från år 1128. Genuas konsuler deklarerade att invånarna måste hålla vakt vid fyren och rapportera om främmande fartyg närmade sig. 1161 måste fartyg som anlöpte Genua betala skatt för de tjänster som fyren levererade.
Från början hade fyren bara ett torn. På den fyrkantiga plattformen anlades en eldplats som eldades med stockar. År 1326 infördes oljelampor med olivolja som bränsle. De sköttes av vakter som tände lamporna, bytte vekar och underhöll fyren. Genom att tända en eller flera lampor kunde man skicka meddelanden till borgar i Genuas omgivningar.